# Platylister soronensis
Platylister soronensis är en skalbaggsart som först beskrevs av Sylvain Auguste de Marseul 1879.  Platylister soronensis ingår i släktet Platylister och familjen stumpbaggar. Inga underarter finns listade i Catalogue of Life.